# Hagenbecks Tierpark
Hagenbecks Tierpark – stacja metra hamburskiego na linii U2. Stacja została otwarta 30 października 1966. Znajduje się na granicy dzielnic Lokstedt i Stellingen.

## Położenie
Stacja z jednym peronem wyspowym znajduje się na południe od Koppelstraße. Właśnie od tej ulicy znajduje się wejście na peron.